# ملكة جمال الكون 2000
ملكة جمال الكون 2000 هي مسابقة ملكة جمال الكون التاسعة والأربعون في تاريخ مسابقة ملكة جمال الكون منذ انطلاقتها عام 1952، تم عقد مسابقة في 12 مايو 2000 في قاعة إلفثيرييا الداخلية في نيقوسيا، قبرص، شهد هذا العام تنافس 79 متسابقة على اللقب، في نهاية الحدث توجت لارا دوتا من الهند من قبل ملكة جمال الكون السابقة مبولي كويلاجوبي من بوتسوانا. كانت هذه هي المرة الثانية التي تفوز فيها الهند باللقب بعد سوشميتا سين في عام 1994.

## النتائج

### المراكز النهائية
| النتائج النهائية     | المتنافسة |
| -------------------- | --- |
| ملكة جمال الكون 2000 | - الهند - لارا دوتا |
| الوصيفة الأولى       | - فنزويلا - كلوديا مورينو |
| الوصيفة الثانية      | - إسبانيا - هيلين لينديس |
| أفضل 5               | - كندا - كيم يي - الولايات المتحدة - لينيت كول                                                                                       |
| أفضل 10              | - كولومبيا - كاتالينا أكوستا - إستونيا - إيفلين ميكوماجي - فرنسا - سونيا رولان - جنوب إفريقيا - هيذر هاميلتون - زيمبابوي - كورين كرو |

### المسابقة النهائية
| بلد          | ملابس السباحة | ملابس السهرة | متوسط نصف النهائي | أفضل 5 (أسئلة) |
| ------------ | ------------- | ------------ | ----------------- | -------------- |
| الهند        | 9.44 (1)      | 9.40 (4)     | 9.42 (2)          | 9.95 (1)       |
| فنزويلا      | 9.37 (2)      | 9.55 (1)     | 9.46 (1)          | 9.00 (3)       |
| إسبانيا      | 9.07 (5)      | 9.51 (3)     | 9.29 (3)          | 9.26 (2)       |
| كندا         | 9.31 (3)      | 8.97 (7)     | 9.14 (5)          | 8.81 (4)       |
| USA          | 9.10 (4)      | 9.24 (5)     | 9.17 (4)          | 8.78 (5)       |
| كولومبيا     | 8.66 (8)      | 9.52 (2)     | 9.09 (6)          |                |
| إستونيا      | 8.90 (6)      | 9.04 (6)     | 8.97 (7)          |                |
| زيمبابوي     | 8.74 (7)      | 8.94 (8)     | 8.94 (8)          |                |
| فرنسا        | 8.60 (9)      | 8.92 (9)     | 8.76 (9)          |                |
| جنوب إفريقيا | 8.54 (10)     | 8.75 (10)    | 8.65 (10)         |                |

  ملكة جمال الكون
  الوصيفة الأولى
  الوصيفة الثانية
  أفضل 5 متأهلين للتصفيات النهائية
  أفضل 10 متسابقات في نصف النهائي
(#) الترتيب في كل جولة من جولات المنافسة

### ترتيب الإعلانات
| 1. إسبانيا 2. كولومبيا 3. زيمبابوي 4. إستونيا 5. فنزويلا 6. جنوب إفريقيا 7. الولايات المتحدة 8. كندا 9. الهند 10. فرنسا | 1. كندا 2. فنزويلا 3. الهند 4. الولايات المتحدة 5. إسبانيا | 1. إسبانيا 2. فنزويلا 3. الهند |  |

## المتسابقات
- أنغولا - يونيس مانيتا
- الأرجنتين - أندريا نيكاستري
- أروبا - تمارا سكاروني
- أستراليا - سامانثا فروست
- جزر البهاما - ميكالا موس
- بلجيكا - جوكي فان دي فيلدي
- بليز - شيميكا ريتشاردسون
- بوليفيا - ياني فاكا
- بوتسوانا - جويس موليموينج
- البرازيل - جوسيان كروليسكوسكي
- جزر العذراء البريطانية - تاوشا فانتربول
- بلغاريا - ماغدالينا فالشانوفا
- كندا - كيم يي
- جزر كايمان - منى ليزا تاتوم
- تشيلي - فرانشيسكا سوفينو بارا
- كولومبيا - كاتالينا إينيس أكوستا ألباراسين
- كوستاريكا - لورا ماتا
- كرواتيا - ريناتا لوفرينسيفيتش
- قبرص - كريستي جروتيدو
- جمهورية التشيك - جيتكا كوكوروفا
- الدنمارك - هايدي ماير فالنتين
- جمهورية الدومينيكان - جيلدا جوفين
- الإكوادور - غابرييلا كادينا
- مصر - رانيا السيد
- إلسالفادور - ألكسندرا ريفاس
- إستونيا - إيفلين ميكوماجي
- فنلندا - سوفي مينالا
- فرنسا - سونيا رولان
- ألمانيا - سابرينا شيبمان
- غانا - معصمة عيسي
- بريطانيا العظمى - لويز لاكين
- اليونان - إيليني سكافيدا
- غوام - ليزاماري كويناتا
- غواتيمالا - إيفلين لوبيز
- هندوراس - فلور جارسيا
- هونغ كونغ - سونيا كوك
- المجر - إيزابيلا كيس
- الهند - لارا دوتا
- جمهورية أيرلندا - لويز دوهيني
- إسرائيل - نيريت باكشي
- إيطاليا - أناليزا غوادالوبي
- جامايكا - ياقوت لونجمور
- اليابان - مايو إندو
- كوريا - كيم يون-جو
- لبنان - نورما إلياس نعوم
- ماليزيا - لينيت لودي
- مالطا - جولين أربا
- موريشيوس - جيني أرثيميدور
- المكسيك - ليتيسيا موراي
- ناميبيا - ميا دي كليرك
- هولندا - شانتال فان روسيل
- نيوزيلندا - تونيا بيتشي
- نيجيريا - ماتيلدا كيري
- النرويج - توني كريستين فلو
- بنما - أنالينا نونيز
- باراغواي - كارولينا راميريز
- بيرو - فيرونيكا رويكنر
- الفلبين - نينا ريتشي ألاغاو
- بولندا - إميليا راسزينسكا
- البرتغال - ليسينيا ماسيدو
- بورتوريكو - زوريبيل فوناليداس
- روسيا - سفيتلانا جوريفا
- سانت مارتن - أنجيليك رومو
- سنغافورة - يونيس أولسن
- سلوفاكيا - ميروسلافا كيسوكا
- جنوب إفريقيا - هيذر هاميلتون
- إسبانيا - هيلين لينديس
- السويد - فاليري أفلالو
- سويسرا - أنيتا بوري
- تايبيه الصينية - لي آن تشانغ
- تايلاند - كولثيدا ينبراسيرت
- ترينيداد وتوباغو - هايدي روستانت
- جزر توركس وكايكوس - كلينتينا جيبس
- أوكرانيا - ناتالي شفاشكو
- الأوروغواي - جيوفانا بيازا
- الولايات المتحدة - لينيت كول
- فنزويلا - كلوديا مورينو
- يوغوسلافيا - لانا ماريتش
- زيمبابوي - كورين كرو

## الروابط الخارجية
- موقع ملكة جمال الكون الرسمي